# Посольство России в Индии
Посольство Российской Федерации в Республике Индии — полномочное дипломатическое представительство Российской Федерации в стране, расположенное в Нью-Дели, в районе Чанакьяпури.
Официальные дипломатические отношения Индии с СССР были установлены в апреле 1947 года, незадолго до объявления ею своей независимости от Великобритании. Как сообщила газета «Известия» 15 апреля 1947 года, "в результате обмена письмами между Послом Индии в Китае г‒ном К. П. Ш. Меноном и послом СССР в Китае А. А. Петровым было установлено, что Правительство СССР и Правительство Индии опубликуют одновременно в Москве и в Дели следующее официальное заявление: «Стремясь к сохранению и дальнейшему укреплению дружественных отношений, существующих между СССР и Индией, Правительство СССР и Правительство Индии решили обменяться дипломатическими представительствами в ранге Посольств».